# Hesdigneul-lès-Boulogne
Hesdigneul-lès-Boulogne – miejscowość i gmina we Francji, w regionie Hauts-de-France, w departamencie Pas-de-Calais.
Według danych na rok 1990 gminę zamieszkiwało 618 osób, a gęstość zaludnienia wynosiła 186 osób/km² (wśród 1549 gmin regionu Nord-Pas-de-Calais Hesdigneul-lès-Boulogne plasuje się na 708. miejscu pod względem liczby ludności, natomiast pod względem powierzchni na miejscu 818.).